# 圣亚纳圣殿 (底特律)
圣亚纳圣殿（法語：Sainte-Anne-de-Détroit）由法国殖民者于1701年7月26日在新法兰西创建，是美国第二古老的仍在活动的罗马天主教堂区。 目前的哥特复兴式教堂建于1886年，为哥特复兴式建筑，建于1886年，位于美国密歇根州底特律圣安妮街1000号，理查德·哈伯德街区（Richard-Hubbard），靠近大使桥和密西根中央车站。曾有一段时间，它是一个教区的中心，该教区包括底特律河以南的加拿大安大略的法国（以及后来的英国）领地。
历史上，该堂已经有八座不同的建筑。1976年列入国家史迹名录。 教堂的主要入口面对一个绿树成荫的大型砖砌广场。由于自20世纪30年代以来该市和该地区的人口变化，目前堂区的教友主要是拉丁裔。2020年3月1日，教宗方济各将其升格为次级宗座圣殿，这是美国的第86座宗座圣殿，也是密歇根州的第三座宗座圣殿。

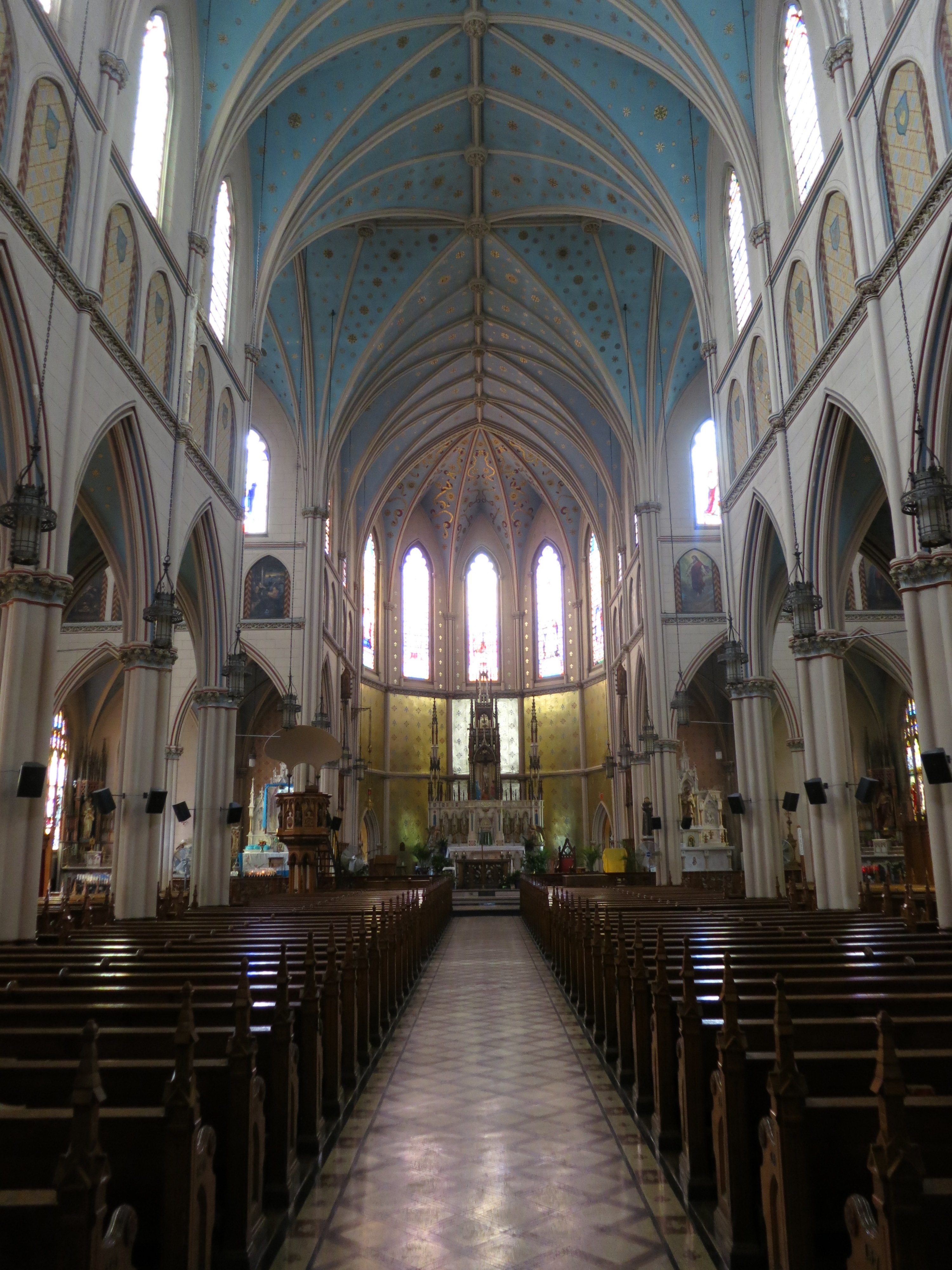
The church nave